# Research Unix
De term Research Unix verwijst naar vroege versies van het Unix-besturingssysteem voor DEC PDP-7, PDP-11, VAX en Interdata 7/32 en 8/32 computers, ontwikkeld in het Bell Labs Computing Sciences Research Center (CSRC).

## Geschiedenis
De term Research Unix verscheen voor het eerst in het Bell System Technical Journal om het te onderscheiden van andere interne versies van Bell Labs (zoals PWB/UNIX en MERT) waarvan de broncode was afgeweken van de primaire CSRC-versie. Die term werd echter weinig gebruikt tot Unix Versie 8, maar werd daarna ook met terugwerkende kracht toegepast op eerdere versies. Voor Versie 8 heette het besturingssysteem meestal simpelweg UNIX (in hoofdletters) of het UNIX Time-Sharing System.
AT&T heeft Versie 5 in licentie gegeven aan onderwijsinstellingen en Versie 6 ook aan commerciële bedrijven. Scholen betaalden US$ 200 en anderen US$ 20.000, wat de meeste commerciële gebruikers ontmoedigde. Desondanks was Versie 6 tot in de jaren tachtig de meest gebruikte versie. Er wordt vaak naar Research Unix-versies verwezen via de editie van de handleiding waarin ze worden beschreven, omdat vroege versies en de laatste paar nooit officieel zijn uitgebracht buiten Bell Labs en organisch zijn gegroeid. Dus de eerste Research Unix zou de First Edition zijn en de laatste de Tenth Edition. Een andere gebruikelijke manier om ernaar te verwijzen is "Version x Unix" of "Vx Unix", waarbij x de editie van de handleiding is. Alle moderne varianten van Unix (behalve Unix-achtige implementaties zoals Coherent, Minix en Linux) zijn afgeleid van de 7e editie.
Vanaf de 8e editie hadden versies van Research Unix een nauwe band met BSD. Dit begon met het gebruik van 4.1cBSD als basis voor de 8e editie. In een Usenet-bericht uit 2000 beschreef Dennis Ritchie deze latere versies van Research Unix als dichter aanleunend bij BSD dan bij System V, alhoewel deze laatste ook enige BSD-code bevatte.
Na de 10e editie werd Plan 9 ontwikkeld, bedoeld als "opvolger" van Unix.

## Versies
| Editie van de handleiding | Uitgebracht    | Beschrijving |
| ------------------------- | -------------- | --- |
| 1e editie                 | november 1971  | Eerste editie van de Unix-handleiding, gebaseerd op de versie die destijds op de PDP-11 draaide. Het besturingssysteem was dan twee jaar oud en werd in 1970 overgezet van de PDP-7 naar de PDP-11/20. Bevat de commando's ar, as, bcd, cal, cat, chdir, chmod, chown, cmp, cp, date, dc, df, du, ed, find, glob, init, ld, ln, ls, mail, mesg, mkdir, mkfs, mount, mv, nm, od, pr, rm, rmdir, roff, sh, sort, stat, strip, su, sum, tty, umount, wc, who, write en ook voorlopers van fsck, reboot en adb. Het systeem had ook een B- en Fortran-compiler, een BASIC-interpreter, apparaatbestanden en functies voor het beheer van ponsband, DECtape en RK05-schijven.                                   |
| 2e editie                 | juni 1972      | Volgens het voorwoord in de handleiding waren er op dat moment in totaal 10 installaties, "met meer verwacht". Voegt de commando's echo, exit, login, m6 macro processor, man, nroff, strip, stty, tmg parsergenerator toe, alsook de eerste C-compiler. |
| 3e editie                 | februari 1973  | Introductie van een C-debugger, pipes, crypt, kill, passwd, ps, size, speak, split, uniq en yacc. Commando's zijn verdeeld tussen /bin en /usr/bin, waardoor een zoekpad vereist is (/usr was het mountpoint voor een tweede harde schijf). Het totale aantal installaties bedroeg 16. |
| 4e editie                 | november 1973  | Eerste versie geschreven in C. Voegt de commando's comm, dump, file, grep, nice, nohup, sleep, sync, tr, wait en printf(3) toe. Inclusief een SNOBOL-interpreter. Het aantal installaties werd vermeld als "boven de 20". De handleiding is voor het eerst geformatteerd met troff. Deze versie werd beschreven in het CACM-artikel van Thompson en Ritchie, de eerste openbare presentatie van het besturingssysteem. |
| 5e editie                 | juni 1974      | Op grote schaal in licentie gegeven aan onderwijsinstellingen. Voegt de sticky bit en de commando's col, dd, diff, eqn, lpr, pwd, spell en tee toe. Toegespitst op de PDP-11/40 en andere PDP-11-modellen met 18-bits adressen. Het aantal installaties is "boven de 50". |
| 6e editie                 | mei 1975       | Voegt de programmeertaal ratfor en de commando's, bc, chgrp, cron, newgrp, ptrace(2), tbl, units en wall toe. Eerste versie die algemeen verkrijgbaar is buiten Bell Laboratories, in licentie gegeven aan commerciële gebruikers en te porteren naar niet-PDP-hardware (Interdata 7/32). In mei 1977 werd MINI-UNIX uitgebracht, een "gereduceerde" V6 voor de kleinere PDP-11/10. |
| 7e editie                 | januari 1979   | Bevat de Bourne-shell, ioctl(2), stdio(3) en pcc als aanvulling op de C-compiler van Dennis Ritchie. Voegt de commando's adb, at, awk, banner, basename, cu, diff3, expr, f77, factor, fortune, iostat, join, lex, lint, look, m4, make, rev, sed, tabs, tail, tar, test, touch, true, false, tsort, uucp en uux toe. V7 is de voorouder van UNIX System III en de laatste release van Research Unix die wijdverspreid werd. Incorporeerde de meeste hulpprogramma's van PWB/UNIX en had een grondig gewijzigde kernel met bijna 80% meer regels code dan V6. Werd geporteerd naar PDP-11, Interdata 8/32 en VAX (UNIX/32V). 32V was de basis voor 3BSD.                                                   |
| 8e editie                 | februari 1985  | Een aangepaste versie van 4.1cBSD voor VAX, met een System V-shell en sockets vervangen door Streams. Intern gebruikt en alleen in licentie gegeven voor educatieve doeleinden. Voegt Berkeley DB, curses(3), cflow, clear, compress, cpio, csh, cut, ksh, last, netstat, netnews, seq, telnet, tset, ul, vi en vmstat toe. De Blit grafische terminal werd de primaire gebruikersinterface. Bevat de programmeertalen Lisp, Pascal en Altran. Voegde een netwerkbestandssysteem toe dat toegang gaf tot bestanden van externe computers als /n/hostname/path, en een bibliotheek met reguliere expressies die een API introduceerde die later werd nagebootst door de herimplementatie van Henry Spencer. |
| 9e editie                 | september 1986 | Integreerde code van 4.3BSD en werd alleen intern gebruikt. Bevatte een veralgemeende versie van het Streams IPC-mechanisme geïntroduceerd in V8. De mount-systeemaanroep werd uitgebreid om een stream met een bestand te verbinden, waarvan het andere uiteinde van de stream kon worden verbonden met een programma op gebruikersniveau. Een andere innovatie was de teksteditor Sam. Volgens Dennis Ritchie waren V9 en V10 "conceptueel": er waren handleidingen, maar geen OS-distributies "in volledige en coherente vorm". |
| 10e editie                | oktober 1989   | De laatste Research Unix. Hoewel de handleiding buiten AT&T om werd gepubliceerd door Saunders College Publishing, was er geen volledige distributie van het systeem zelf. Nieuwigheden waren onder meer tools voor grafische zetwerk die ontworpen zijn om met troff te werken, een C-interpreter, animatieprogramma's en verschillende tools die later in Plan 9 gebruikt werden: de Mk build-tool en de rc-shell. V10 was ook de basis voor het multilevel-secure besturingssysteem IX van Doug McIlroy en James A. Reeds. |

## Nalatenschap
In 2002 gaf Caldera International Unix V1, V2, V3, V4, V5, V6, V7 voor PDP-11 en UNIX/32V voor VAX vrij als FOSS onder een tolerante BSD-achtige softwarelicentie.
In 2017 brachten Unix Heritage Society en Alcatel-Lucent namens zichzelf en Nokia Bell Laboratories, V8, V9 en V10 uit onder de voorwaarde dat alleen niet-commercieel gebruik was toegestaan en dat ze geen auteursrechtclaims zouden doen gelden tegen dergelijk gebruik.